# Zverino
Zverino (bulgariska: Зверино) är ett distrikt i Bulgarien.   Det ligger i kommunen Obsjtina Mezdra och regionen Vratsa, i den västra delen av landet, 50 km norr om huvudstaden Sofia.
I omgivningarna runt Zverino växer i huvudsak blandskog. Runt Zverino är det ganska glesbefolkat, med 43 invånare per kvadratkilometer.